# 里奧·艾默里
利奧波德·斯登尼·艾默里（英語： 1873年11月22日—1955年9月16日）英国保守党政治家和新闻记者，与英国政治家温斯顿·丘吉尔关系密切，曾担任第一海军大臣、殖民地事務大臣和印度事务大臣，在职期间主要关注备战、英属印度和大英帝国以及反对绥靖政策。

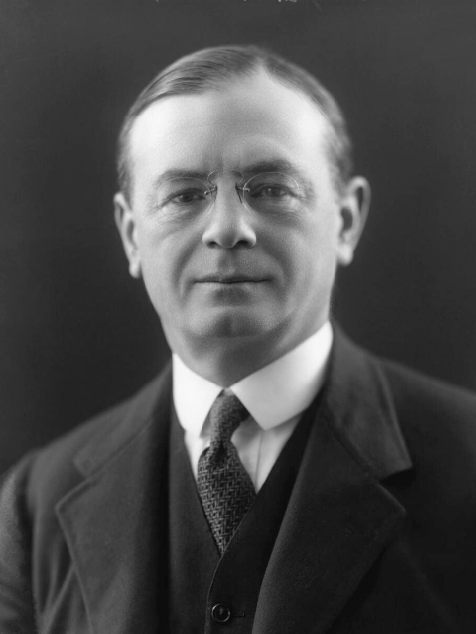
里奧·艾默里